# 헤스페로수쿠스

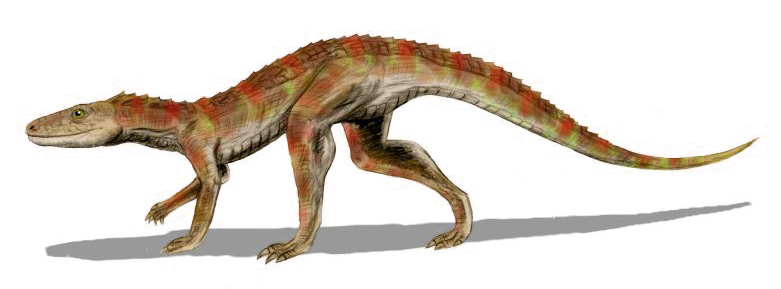

헤스페로수쿠스(학명:Hesperosuchus agilis)는 악어목 크로커다일과에 속하는 악어이다. 지금은 멸종된 악어로 몸길이가 50cm인 소형이 되는 악어에 속한다.

## 특징
헤스페로수쿠스는 뒷다리가 크고 강하며 앞다리는 작고 훨씬 날씬한 특징을 가진 종이다. 두개골과 목 해부학의 유사성과 중공의 뼈를 가진 헤스페로수쿠스는 이전엔 카르카로돈토사우루스과에 속하는 공룡들의 조상으로 생각이 되었으나 최근의 정밀적인 연구 결과로 인하여 현재에는 공룡보단 악어와 더 밀접한 연관이 있는 것으로 밝혀진 종이다. 2개의 제네라에서 연장된 뒷다리는 척추와 길이가 같으며 앞다리의 팔목이 4배로 묘사가 된 종이다. 길고 날씬한 앞다리에 있는 앞발은 손의 역할도 수행하여 잡기에 적응이 된 것처럼 보였기 때문에 2개의 앞발이 더 자주 사용했을 것으로 여겨지며 이는 먹이의 수집, 땅을 파는 용도, 천적으로부터 자신의 방어에 유용하게 사용이 됐을 것으로 추정된다. 뒷다리와 앞다리에 있는 발에는 모두 5개의 발가락이 존재하며 몸의 무게를 상쇄하기 위해 헤스페로수쿠스는 상대적으로 긴 꼬리를 가졌다. 척추가 완전히 복원되지 않은 상황이기 때문에 꼬리가 척추의 어딘가에 포함된 것으로 유추하며 강한 뒷다리와 몸의 전체가 고르게 분배된 경량감으로 헤스페로수쿠스는 매우 빠르게 움직이는 것이 가능했다. 이렇게 빠르게 움직이는 것의 가장 큰 장점은 먹이를 더욱 쉽게 잡을 수가 있게 도와주었으며 천적으로부턴 재빨리 도망가서 벗어날 수가 있도록 도와준다는 장점이 있었다. 두개골은 부분적으로만 보존이 되어 많은 부분이 누락되었다. 발견이 된 표본은 아래턱의 하악으로 제대로 발견이 되지는 않았으나 턱과 두개골의 구조가 어떻게 생겼는지 나타내는 충분한 뼈는 발견되었다. 앞과 측면에는 초월적인 회귀 두개골이 존재하며 자유 두개골과 두개골의 파편은 9개의 이빨에 대한 턱을 가지고 있는 것이 확인되었으며 4개는 자유 두개골에 있는 것으로 확인되었다. 1번째 전신의 치아는 크기가 작게 시작하고 4번째 이빨이 명확하게 확대되면서 점진적으로 더 커진다. 이것은 이런 유사한 지역에 있는 2개의 확대된 이빨의 특성으로 정의되어 다른 고대의 악어와 비교되었다. 처음에 있는 2개의 상악에 이빨과 이런 사실을 뒷받침해주는 후방 및 전방의 가장자리에 모두에서 톱니 모양을 가진 이빨이 존재하였다. 총 14개의 이빨에서 후방에는 5개, 앞쪽에는 9개의 이빨이 보고되었다. 또한 그 위에 길쭉한 표면 및 확장된 복부의 판을 가지며 이러한 기저부피탈 특성은 다른 원시적인 악어에서도 공통적으로 찾아볼 수가 있는 특징이다. 두개골이 비교적 크고 넓기 때문에 흉부 공룡과 비교를 했을 때에 더욱 풍부한 먹이를 사냥하는 데에 도와주었으며 이는 충분히 확장된 두개골도 상당히 큰 두개골을 가지고 있는 것을 입증한다. 큰 두개골은 넓게 갈라지는 턱이 먹이를 포착했을 때에 먹잇감을 쉽게 잡을 수 있도록 도와주기 때문에 먹이를 잡는 데에 있어 원할한 사냥을 할 수 있게 허용하였다. 또한 큰 두개골은 개구부가 존재하여 명확한 표시가 되기 때문에 더욱 편리하였다. 먹이로는 당대에 서식했던 물고기와 작은 갑각류 등을 먹고 살았을 육식성의 악어로 추정이 되는 종이다.

## 생존시기와 서식지와 화석의 발견
헤스페로수쿠스가 생존하던 시기는 중생대의 트라이아스기로 지금으로부터 약 2억 2천만년전~1억 8천만년까지 생존했던 종이다. 생존했던 시기에는 주로 미국과 캐나다로 이뤄진 북아메리카에서 주로 서식했을 것으로 추정이 되는 종이다. 화석의 발견은 1952년에 미국의 고생물학자들에 의해 트라이아스기에 형성된 북아메리카의 지층에서 처음으로 발견이 되어 새롭게 명명이 된 종이다.

## 같이 보기
- 악어
- 중생대
- 트라이아스기
- 파충류
- 화석